# Ітрі
Ітрі (італ. Itri) — муніципалітет в Італії, у регіоні Лаціо,  провінція Латина.
Ітрі розташоване на відстані близько 115 км на південний схід від Рима, 60 км на схід від Латини.
Населення — 10 626 осіб (2014).
Щорічний фестиваль відбувається 21 липня. Покровитель — Santa Maria della Civita.

## Демографія
Населення за роками:

Станом на 1 січня 2023 року в муніципалітеті офіційно проживали 792 іноземці з 55 країн, серед них 382 громадяни країн Євросоюзу та 44 громадяни України.

## Сусідні муніципалітети
- Камподімеле
- Есперія
- Фонді
- Формія
- Гаета
- Сперлонга